# Comuna Peci, Borzna
Peci (în ucraineană Печі) este o comună în raionul Borzna, regiunea Cernihiv, Ucraina, formată din satele Pameatne și Peci (reședința).

## Demografie
Componența lingvistică a comunei Peci
     Ucraineană (98,26%)
     Rusă (1,53%)
     Alte limbi (0,2%)
Conform recensământului din 2001, majoritatea populației comunei Peci era vorbitoare de ucraineană (98,26%), existând în minoritate și vorbitori de rusă (1,53%).